# Königsbirke

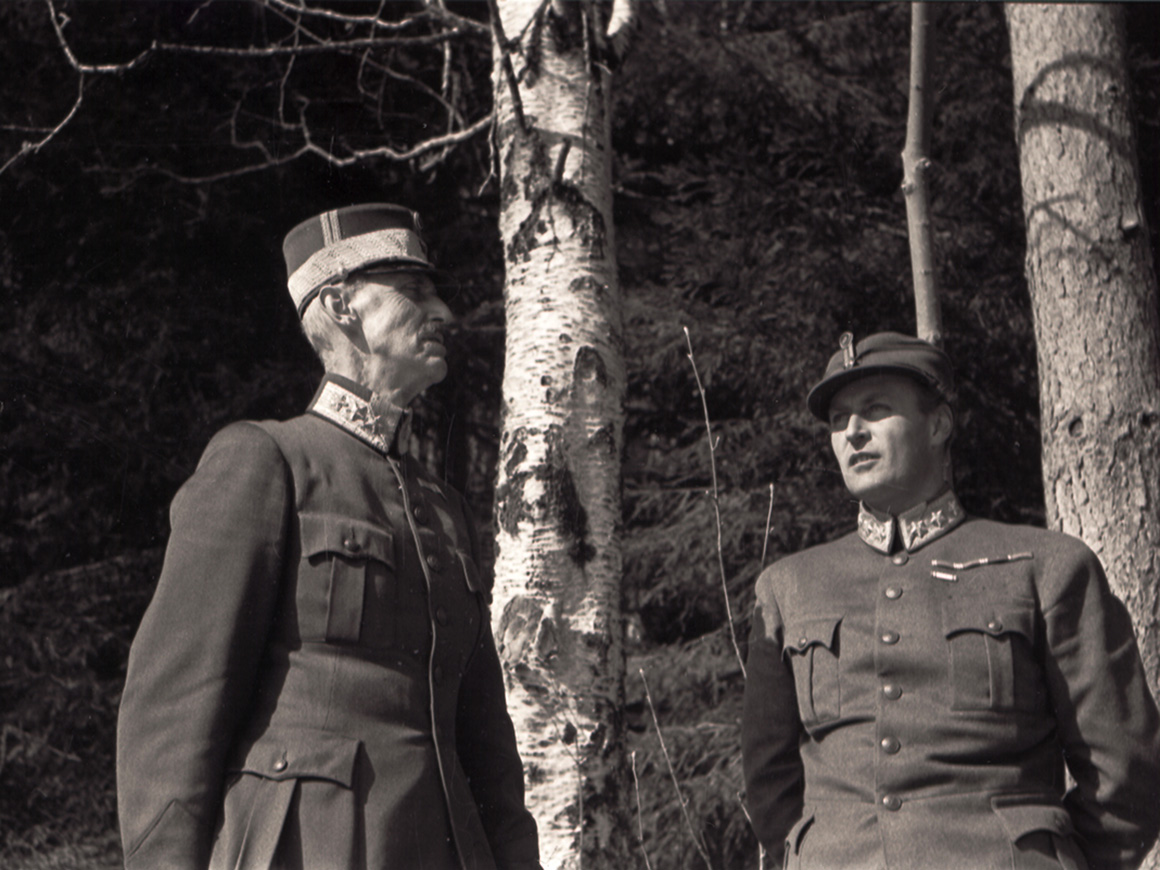
König Håkon VII. und Kronprinz Olav suchen unter der Birke Schutz vor einem deutschen Luftangriff im April 1940.

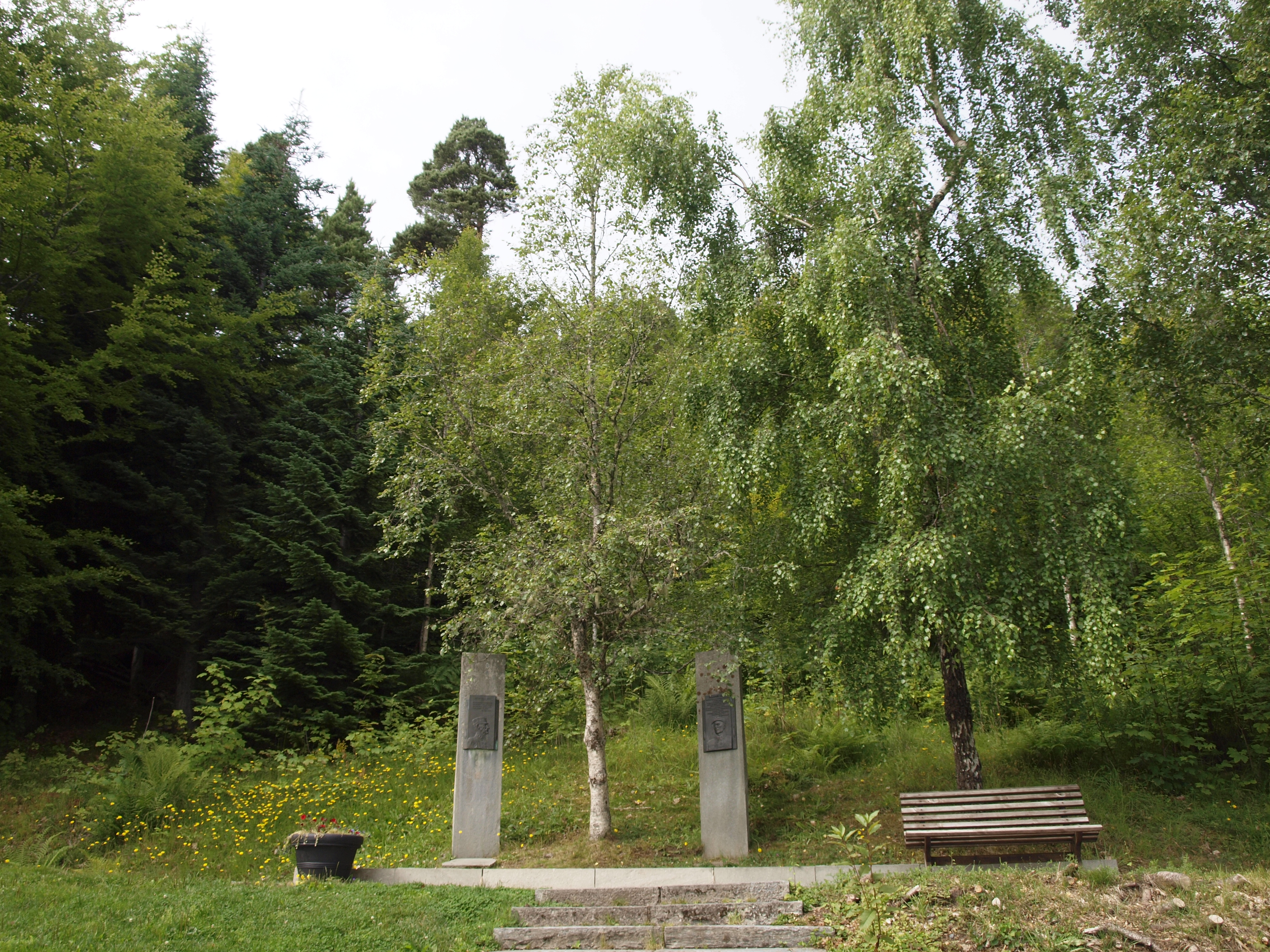
Königsbirke 2018

Die Königsbirke (Kongebjørka) bei Glomstua in Molde ist ein norwegisches Nationalsymbol und Erinnerungszeichen für die deutsche Okkupation Norwegens. König Håkon VII. und Kronprinz Olav wurden hier von Per Bratland fotografiert, als sie Schutz vor der deutschen Bombardierung von Molde am letzten Aprilwochenende 1940 suchten. Das Bild wurde weltbekannt und inspirierte Nordahl Grieg zu seinem Gedicht Kongen, das Bild und Ort weitere Symbolkraft zugab.
Im Jahr 1955 enthüllte König Olav eine Gedenktafel neben der Birke.
Der Baum wurde Anfang der 1980er Jahre von Vandalen zerstört, jedoch 1982 erneut gepflanzt. Ein Orkan an Neujahr 1992 zerstörte auch diesen Baum, er wurde jedoch im gleichen Jahr neuerlich nachgepflanzt. Gleichzeitig wurde das Relief von Bratlands Bild mit einer steinernen Gedenktafel ergänzt, auf der ein Königsgedicht von Knut Ødegård König Olavs gedenkt.
In der unmittelbaren Nähe zur Birke wurde der Friedenslund im Jahre 1997 eingeweiht.